# Lac-des-Loups
Lac-des-Loups est un village compris dans le territoire de la municipalité de La Pêche dans Les Collines-de-l'Outaouais au Québec (Canada), à 48 km au nord-ouest de Gatineau.

## Toponymie
Le village doit son nom au lac qui jouxte son noyau, au sud. Le lac doit lui-même son nom à la présence de loups dans les environs. La forme francophone apparaît vers 1944, mais le bureau de poste conserve la forme anglaise Wolf Lake.

## Géographie
Le village est situé dans une vallée où se succèdent les lacs. Les lacs Halverson et des Loups sont situés respectivement au nord et au sud du noyau urbain.
Autrefois agricole, Lac-des-Loups est aujourd'hui résolument tourné vers la villégiature. Immédiatement au sud du village, on trouve le secteur du lac La Pêche du parc de la Gatineau, prisé par les amateurs de plein-air.

## Histoire
Des colons irlandais fuyant la vallée de l'Outaouais s'établissent dans le sud-est du canton Aldfield vers 1840 à la recherche de terres à cultiver. Occupée exclusivement par des immigrants irlandais jusqu'en 1860, le secteur voit au début de cette décennie l'installation de familles francophones. La paroisse Saint-François-d'Assise est érigée en 1888, et une église est construite en 1939.
Le village est originellement érigé dans la municipalité du canton d'Aldfield, elle-même détachée du township d'Onslow en 1878. Le 28 décembre 1974, la municipalité du canton d'Aldfield est annexée à Sainte-Cécile-de-Masham, Wakefield et Masham-Nord, incorporant le village à la municipalité de La Pêche.
Lac-des-Loups est frappé par plusieurs sinistres majeurs au cours de son histoire. Une tornade souffle des vents de 130 km/h le 27 juin 1978. Le village est touché par les inondations printanières de 2019, qui causent la fermeture complète de la route 366, principale voie d'accès, pendant plusieurs jours.

## Services

### Transports
Le village est relié au réseau routier supérieur du Québec par la route 366, vers Gatineau, et le chemin Lionel-Beausoleil, vers Pontiac. Transcollines fournit un service de taxibus en rabattement aux principaux circuits.

### Loisirs, culture et vie communautaire
Le village compte un centre communautaire, une salle destinée aux activités des aînés et une bibliothèque. La paroisse catholique Saint-François-d'Assise dessert l'église du même nom.
L'ancienne école primaire du village a été convertie en salle de spectacle à portée régionale. Cette dernière est administrée par une fondation, qui assure également la programmation du lieu.